# 松本次郎
松本 次郎（まつもと じろう、1970年8月20日 - ）は、日本の漫画家。男性。東京都出身。血液型はA型。漫画家の松本太郎は実兄。

## 来歴
武蔵野美術大学造形学部彫刻学科を卒業。1992年、在学中に『LITTLE FEET -リトルフィート-』で『モーニング』第24回ちばてつや賞準大賞を受賞しデビュー。
2001年より『月刊IKKI』（小学館）にて『フリージア』を連載。同作品は2007年に熊切和嘉監督により映画化された。
2016年より『月刊コミック乱』にて『いちげき』（原作：永井義男）を連載。2019年に同誌が休刊となったため、同年から『コミック乱ツインズ』に掲載誌を移して連載された。

## 人物
- 荒いタッチの線を多用する独特の絵柄は沙村広明[2]や鬼頭莫宏[3]から賞賛を受けている。
- 一時期、福山庸治のアシスタントをしていたが「トーンを貼るのが雑すぎる」と言われる。[要出典]

## 作品リスト
作品
- ウエンディ（『モーニング』、1996年 - 1997年、太田出版より全1巻）
- 熱帯のシトロン Psychedelic witch story（『マンガ・エロティクス・エフ』、2001年、全2巻）
- 未開の惑星（『マンガ・エロティクス・エフ』、2003年、上下巻）
- フリージア（『月刊IKKI』、2003年 - 2009年、全12巻）
- 短編集 ゆれつづける（『マンガ・エロティクス・エフ』、2005年）
- 短編集 革命家の午後（『マンガ・エロティクス・エフ』、2007年）
- べっちんとまんだら（『マンガ・エロティクス・エフ』、2009年、全1巻）
- 短編集 善良なる異端の街（『Bbmfマガジン』、2010年）
- 地獄のアリス（『スーパージャンプ』→『グランドジャンプPREMIUM』、2011年 - 2014年、全6巻）
- 女子攻兵（『月刊コミック@バンチ』、2011年 - 2015年、全7巻）
- いちげき（原作：永井義男）（『月刊コミック乱』→『コミック乱ツインズ』、2016年 - 2020年、全7巻）
- beautiful place（『コミプレ』内「わいるどヒーローズ」[4]2021年4月30日 - 、既刊3巻）
- 列士満（『コミック乱ツインズ』、2022年、全1巻）

単行本未収録作品
- LITTLE FEET -リトルフィート-（未単行本化）
- 火星の蠅 avant-pop mars（未単行本化）
- 闘鈴（2012年『マンガ・エロティクス・エフ』に掲載、2014年『太田MANGA SINGLES』電子書籍化）
- もし私が独裁者だったなら（『くらげバンチ』にて短期集中連載、2018年[5]）
- 忌み人狩り（『月刊コミックビーム』2022年4月号付録小冊子『コミックビーム アルバ 2022 SPRING』[6][7]）

寄稿
- マンガ・オブ・ザ・デッド（2012年、竹書房）
- 漫画家、映画を語る。9人の鬼才が明かす創作の秘密（2015年、フィルムアート社）